# 印度竹笛
印度竹笛（英語：Bansuri，音译班苏里）是一种源自印度次大陸的侧吹长笛。它是一种用竹子制成的氣鳴樂器，梨俱吠陀和印度教的其他吠陀經典中已提到此種樂器。印度竹笛由一根空心竹制成，上面有六至七个孔。